# Гидромаш (Москва)
«Гидромаш» — производственное предприятие в Москве, проектирующее, изготавливающее и поставляющее насосные агрегаты различного назначения для нефтедобывающей промышленности, энергетики и оборонной промышленности. Полное наименование — Открытое акционерное общество «Научно-производственное объединение гидравлических машин».
Основано на базе Всесоюзного института гидромашиностроения (ВИГМ, впоследствии ВНИИ Гидромаш; ВИГМ был создан в 1931 году на базе специализированной гидротурбинной лаборатории ЦАГИ и многие годы являлся головным институтом советского гидротурбостроения).
На предприятии действует аспирантура и филиал кафедры «Гидромеханика, гидромашины и гидропневматика» МГТУ имени Баумана.
Основная продукция — насосы для АЭС, герметичные насосы с нефтяной муфтой, нефтяные насосы, судовые насосы. Отдельное направление — насосы для поддержания боеспособности и жизнедеятельности подводных лодок ВМФ России, предприятие принимало участие в строительстве крейсера «Юрий Долгорукий» и атомной подводной лодки «Новосибирск». Продукция для атомной энергетики экспортируется в Китай, Индию и Тайвань.

## Собственники и руководство
ОАО «НПО «ГИДРОМАШ» входит в состав РАТМ Холдинга Эдуарда Тарана.
Генеральный директор — Кравченко Вадим Владимирович.
Руководители «Гидромаша»:
- 2012—2014 — Шангареев Фиат Фаритович
- 2014—2015 — Василевский Илья Альбертович
- 2015—2016 — Арутюнян Арам Альбертович
- 2016—2017 — Резников Леонид Михайлович
- 2017—2017 — Брайнин Борис Павлович
- 2017—2018 — Рахвальчук Андрей Владимирович
- 2018—2024 — Василевский Илья Альбертович
- С июля 2024 г. — Кравченко Вадим Владимирович